# Striatosphaeria codinaeaphora
Striatosphaeria codinaeaphora — вид грибів, що належить до монотипового роду  Striatosphaeria.